# Nancy Lieberman
Nancy Elizabeth Lieberman (ur. 1 lipca 1958 w Nowym Jorku) – amerykańska koszykarka żydowskiego pochodzenia (po latach przeszła na chrześcijaństwo), występująca na pozycji rozgrywającej, mistrzyni świata z 1979 roku oraz wicemistrzyni olimpijska (1976), członkini Koszykarskiej Galerii Sław.
W 1975 została powołana do kadry USA w wieku zaledwie 17 lat. Była 3 lata młodsza od kolejnej najmłodszej kadrowiczki podczas igrzysk panamerykańskich.
W 1986 występowała w ramach eksperymentu, jako pierwsza kobieta w męskiej lidze United States Basketball League, w barwach zespołu Springfield Fame, rok później reprezentowała Long Island Knights.
W 1997 została wybrana w drafcie do nowo powstałej ligi WNBA, stając się jej najstarszą zawodniczką w wieku 39 lat. Rok później objęła stanowisko generalnego menedżera oraz głównego trenera w zespole Detroit Shock. W 2000, po opuszczeniu Detroit została analitykiem koszykarskim (NBA, NCAA, WNBA)w stacji ESPN, a następnie ABC. Komentowała też spotkania dla NBA-TV, NBC oraz NFL Network.
Od 2000 zaczęto przyznawać nagrodę jej imienia – Nancy Lieberman Award. Corocznie otrzymuje ją najlepsza rozgrywająca I Dywizji NCAA. Jest przyznawana przez Rotary Club z Detroit.
24 lipca 2008, w wieku 50 lat, podpisała siedmiodniową umowę z zespołem Detroit Shock, jako najstarsza zawodniczka w historii.
W listopadzie 2009 została główną trenerką zespołu NBA Development League - Texas Legends, powiązanego z Dallas Mavericks, jako pierwsze kobieta – trener w profesjonalnym męskim klubie koszykarskim.
W lipcu 2015 została zatrudniona na stanowisko asystenta trenera w zespole Sacramento Kings, jako druga kobieta w historii NBA.

## Osiągnięcia
College
- Mistrzyni AIAW (Association for Intercollegiate Athletics for Women – 1979, 1980)[1]
- Mistrzyni turnieju WNIT (Women’s National Invitation Tournament – 1978)
- 3-krotnie zaliczana do składu Kodak All-American (1978, 1979, 1980)[7]
- Laureatka nagród:
  - Wade Trophy (1979, 1980)[2]
  - Honda Award (1979, 1980)[8]
  - Honda-Broderick Cup (1979)[9]
  - Young American Award od Boy Scouts of America (1980)
  - Maccabee Award (1980)[10]
  - Jewish Athlete of the Year (1980)[10]
- Wybrana do Galerii Sław Sportu uczelni Old Dominion (1985)

Drużynowe
- Mistrzyni WABA (1984)[1]

Indywidualne
- MVP:
  - WABA (1984)[1]
  - WBL (1981)[2]
- Debiutantka Roku WBL (1981)[10]
- Zaliczona do składu All-WBL Team (1981)[10]
- Wybrana do:
  - Koszykarskiej Galerii Sław im. Jamesa Naismitha (1996)[2]
  - Żeńskiej Galerii Sław Koszykówki (1999)[7]
  - Galerii Sław Sportu hrabstwa Nassau
  - Galerii Sław Sportu stanu Wirginia[1]
  - Galerii Sław Sportu Hampton Roads (2008)[1]
  - Koszykarskiej Galerii Sław Nowego Jorku[1]
  - Galerii Sław New York Public Schools Athletic League (1979)[10]
- Laureatka WBCBL Professional Basketball Trailblazer Award (2015)
- Uczestniczka meczu celebrytów podczas NBA All-Star Weekend 2009[11]

Reprezentacja
Drużynowe
- Mistrzyni świata (1979)
- Wicemistrzyni olimpijska (1976)[1]
- Mistrzyni igrzysk panamerykańskich (1975)[2]
- Wicemistrzyni igrzysk panamerykańskich (1979)
- Zdobywczyni Pucharu Jonesa (1979)

Indywidualne
- Zaliczona do składu Jones Cup All-Tournament Team (1979)

Trenerskie
- Mistrzyni NWBL (2004)[12]
- Wicemistrzyni NWBL (2005)[12]